# Sanktuarium Madonna della Corona
Sanktuarium Madonna della Corona – kościół w Spiazzi, Caprino Veronese na masywie Monte Baldo, wysoko ponad doliną Adygi. Wznosi się na wysokości 774 metrów n.p.m. i jest jednym z najwyższych miejsc pielgrzymkowych we Włoszech.
W 1982 r. Jan Paweł II podniósł sanktuarium do godności bazyliki mniejszej.

## Galeria

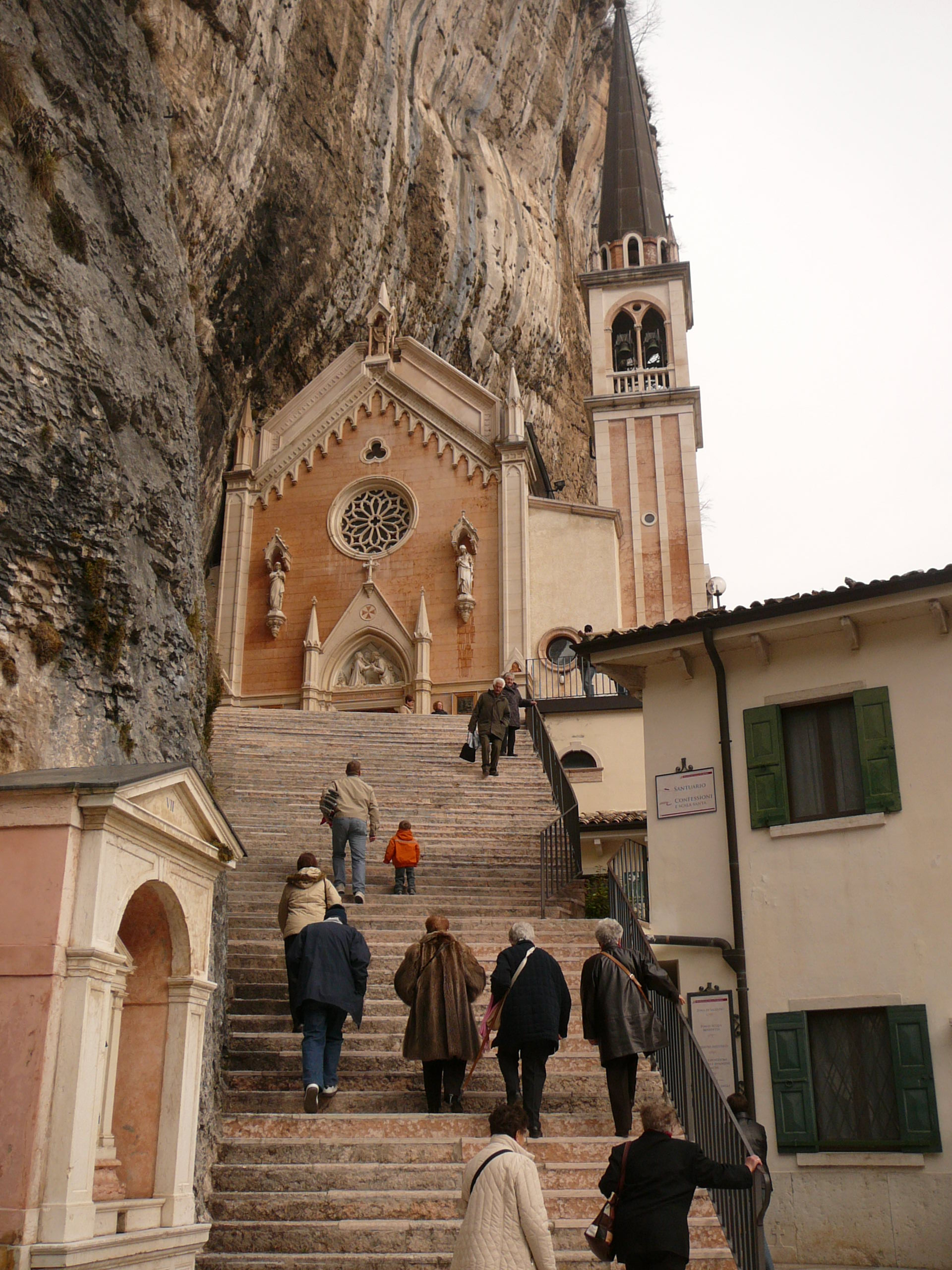
Wejście główne
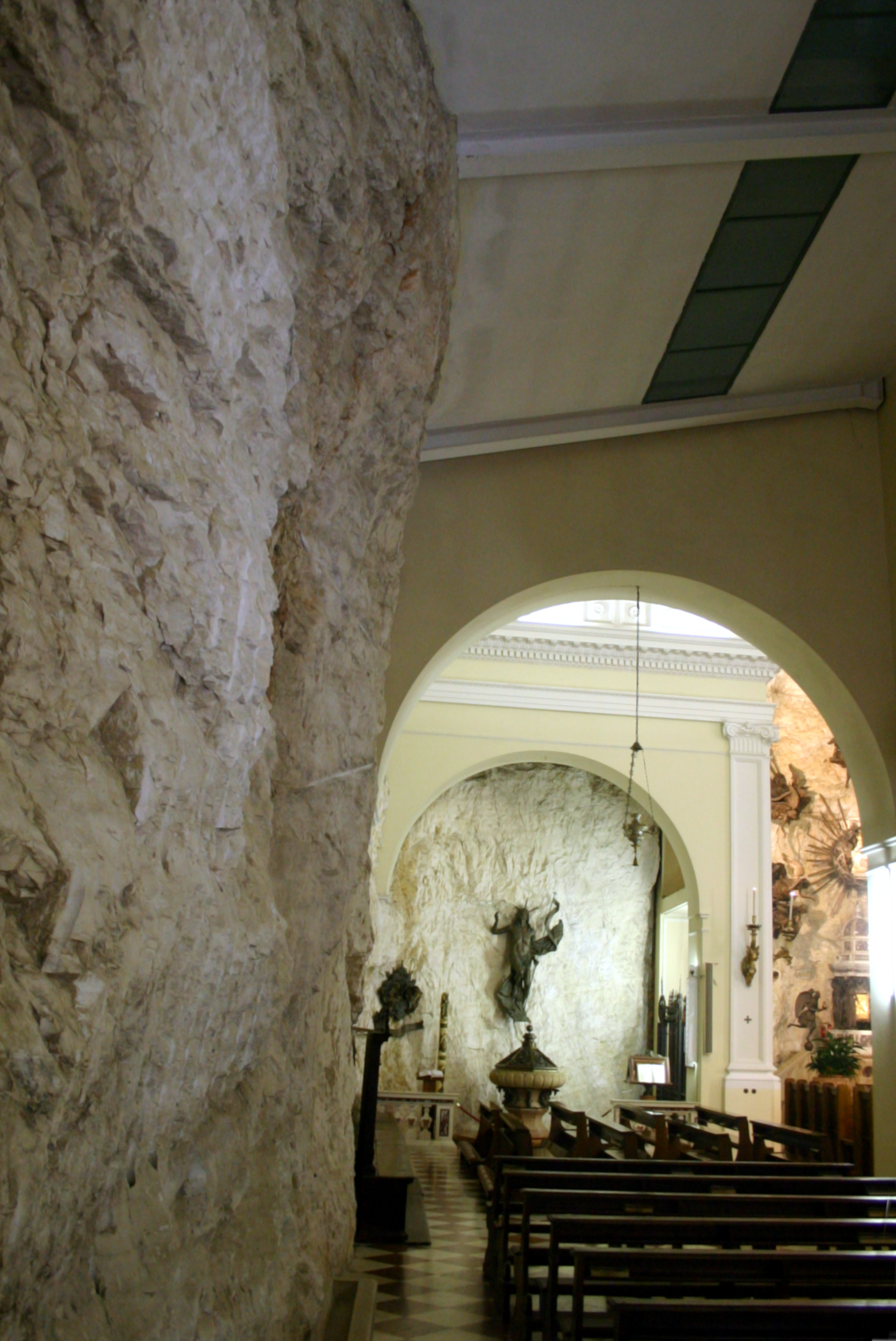
Zachodnia ściana kościoła jest wykonana ze skały
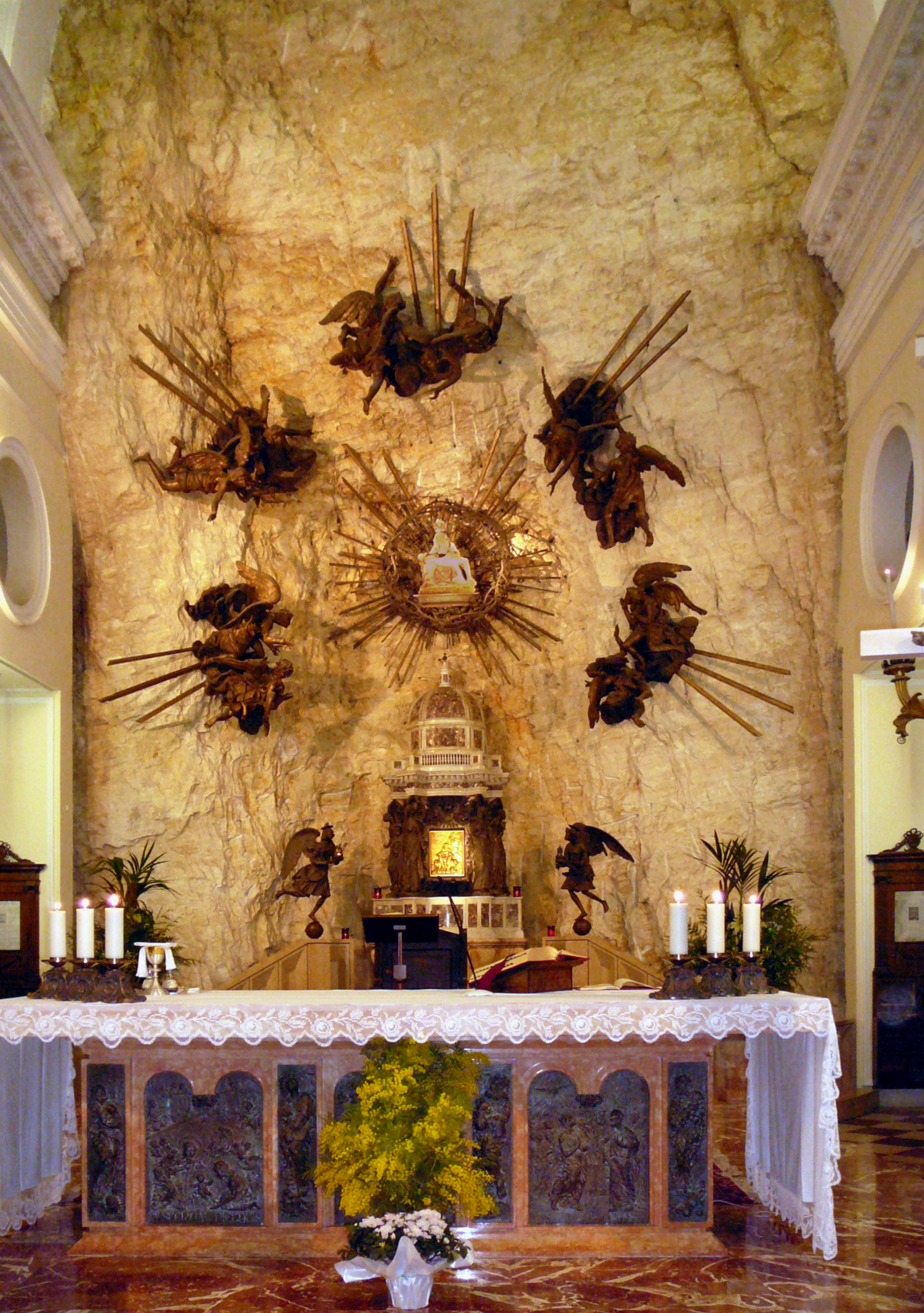
Ołtarz
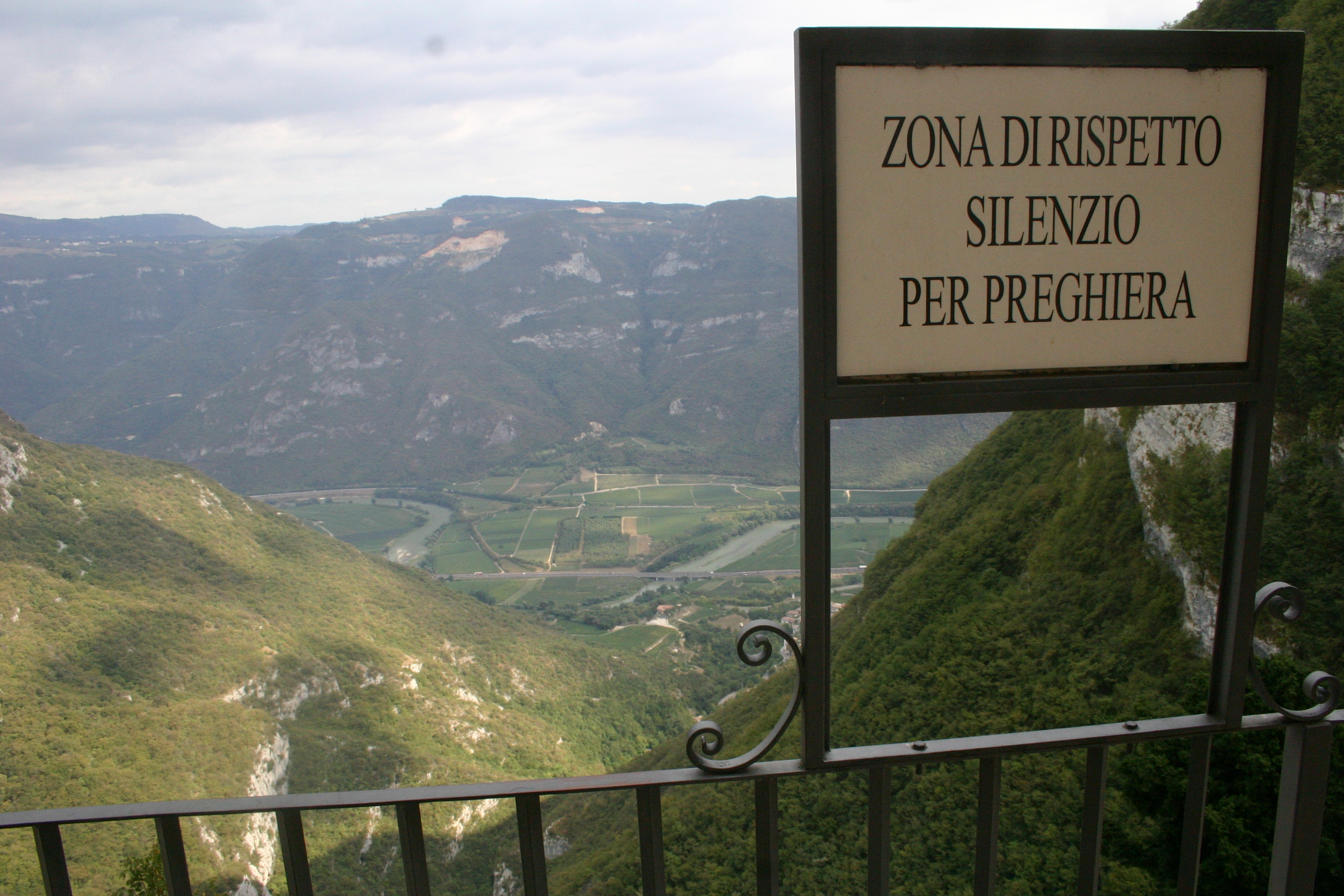
Kościół znajduje się wysoko nad doliną Adygi